# 西公園通

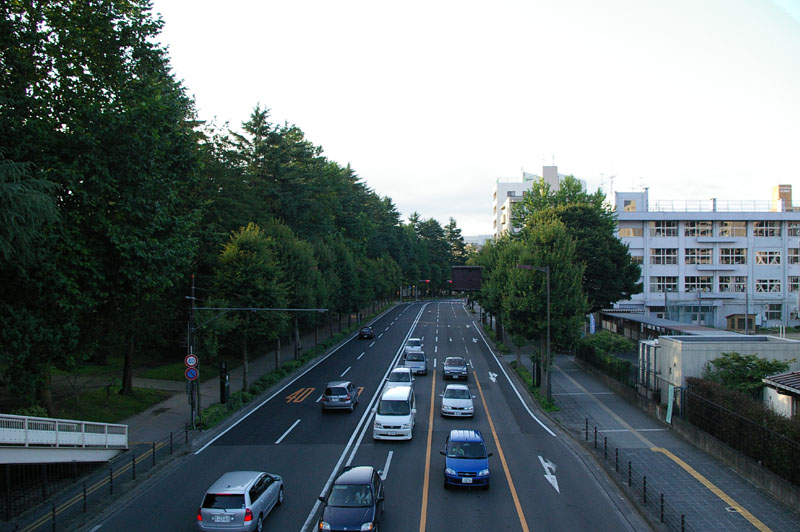
広瀬通との交差点から北向きに見た西公園通。左側が西公園、右側が立町小学校

西公園通（にしこうえんどおり）は、宮城県仙台市青葉区を南北に走る幹線道路のひとつであ。北端は大学病院前交差点（北四番丁通との丁字路）で、南端では大手町、片平で五橋通とつながる。仙台市の愛称命名道路のうちの1つで、公募により1982年（昭和57年）に命名された。市道としての名称は「市道西公園通線」であり、「仙台市総合道路整備計画」における骨格幹線道路網「3環状12放射状線」のうち、最も内側の環状道路である「都心環状線」の一部を成す。

## 概要
名称が示す通り、仙台市内の西公園に沿って走る通りである。かつては仙台市電が走っており、全線に渡って片側2車線以上の幅員を持つ道路となっている。1976年（昭和51年）に同市電が廃止されると沿道の商店街は衰退し、マンションや雑居ビルなどに代わった。
北端の北四番丁通とのT字路には東北大学病院があり、次いで沿道には仙台市交通局および仙台市営バスの車庫、仙台市民会館などがある。南端付近にはかつて仙台家庭裁判所があり、その地は現在、高層マンション 「ライオンズタワー仙台大手町」となっている。沿道では、北から定禅寺通、さらに広瀬通及び仙台西道路という幹線道路と交差している。

## 歴史
江戸時代から大正時代までは、現・西公園通の北一番丁から北には道が存在せず、仙台市電開通の際に北四番丁まで延伸された。現・西公園通の東側を南北に通る現・木町通には江戸時代に伝馬が置かれており、仙台城下町北部の流通の中心であった。
江戸時代に存在した北一番丁より南部分は、広瀬川が形成した段丘崖直上にあり、道の片側のみ平らな土地が続いていたことから「片平丁」と呼ばれた（片平 (仙台市)#江戸時代の片平丁参照）。片平丁の北一番丁から大町にかけての区間は、他藩の大名並みの知行域を持っていた伊達氏一族および仙台藩重臣の大屋敷の連なっており、幕末の頃は「大名小路」とも呼ばれた。
戊辰戦争敗戦により、大名小路の屋敷は明治政府に接収されていき、公共的な施設や仙台城を占領した官軍（→仙台鎮台→第二師団）のための施設が建設された。明治以降、「大名小路」の北部は常盤丁（のちに元常盤町）、南部は元柳町と呼ばれるようになった。
仙台空襲以前、現在の西公園通に接続する太い道は市電が通る北四番丁と五橋通のみで、市の中心部に繋がる道としては大町と本櫓丁があった。戦後の復興事業開通により、西公園通には定禅寺通、広瀬通、青葉通という大通りが新規開通して接続した。また、山形県と仙台とを繋ぐ作並街道（北四番丁通。宮城県道31号仙台村田線）へ繋がる同道は、市内各所からの交通が集まる道となった。
- 1875年（明治8年）、片平丁大町頭に桜ヶ岡公園が開園した（西公園 (仙台市)#沿革参照）。
- 1878年（明治11年）から1894年（明治27年）まで、仙台鎮台の軍人のために、常盤丁（現在の仙台市民会館辺り）に遊廓が設置された（国分町 (仙台市)#歴史参照）。
- 1911年（明治44年）、のちに同道の北端となる北四番丁に、県立宮城病院の新病院棟が開院した。これが1913年（大正2年）には東北帝国大学医学専門部附属病院となり、現在の東北大学病院に繋がっていく。
- 1927年（昭和2年）、同道が北に延伸され、仙台市電が同道沿いに開通した。北から大学病院前、交通局前、市民会館前、大町西公園前の4つの電停が同道には設置された。
- 1983年（昭和58年）に仙台西道路（国道48号）が開通し、各所からの交通が更に集まるようになる。

## 交差する道路
| 交差する道路                               | 交差する道路                               | 交差点     | 路線番号                 | 道路愛称 |
| 西方向                                     | 東方向                                     | 交差点     | 路線番号                 | 道路愛称 |
| ------------------------------------------ | ------------------------------------------ | ---------- | ------------------------ | -------- |
| 宮城県道31号仙台村田線＜北四番丁通り＞     |                                            |            |                          |          |
| 市道青葉741号北三番丁1号線＜北三番丁通り＞ | 市道青葉741号北三番丁1号線＜北三番丁通り＞ |            | 市道青葉1162号西公園通線 | 西公園通 |
| 市道青葉740号北二番丁線＜北二番丁通り＞    |                                            |            | 市道青葉1162号西公園通線 | 西公園通 |
| 市道青葉737号支倉町線＜支倉通＞            | 市道青葉738号北一番丁1号線＜北一番丁通り＞ |            | 市道青葉1162号西公園通線 | 西公園通 |
|                                            | 市道青葉1190号区画街路北4号線              |            | 市道青葉1162号西公園通線 | 西公園通 |
|                                            | 市道青葉1189号区画街路北3号線              |            | 市道青葉1162号西公園通線 | 西公園通 |
|                                            | 市道青葉1187号区画街路北1号線              |            | 市道青葉1162号西公園通線 | 西公園通 |
|                                            | 市道青葉1171号定禅寺通線＜定禅寺通＞       | 市民会館前 | 市道青葉1162号西公園通線 | 西公園通 |
|                                            | 市道青葉1210号木町末無2号線                |            | 市道青葉1162号西公園通線 | 西公園通 |
|                                            | 市道青葉1254号区画街路南1号線              |            | 市道青葉1162号西公園通線 | 西公園通 |
|                                            | 市道青葉1211号元鍛冶丁線                   |            | 市道青葉1162号西公園通線 | 西公園通 |
|                                            | 市道青葉1255号区画街路南2号線              |            | 市道青葉1162号西公園通線 | 西公園通 |
|                                            | 市道青葉1212号本櫓丁線＜元柳町通り＞       |            | 市道青葉1162号西公園通線 | 西公園通 |
| 国道48号＜仙台西道路＞                     | 国道48号＜広瀬通＞＜仙台西道路＞           |            | 市道青葉1162号西公園通線 | 西公園通 |
| 市道青葉1344号仲の瀬橋線                   | 国道48号＜広瀬通＞＜仙台西道路＞           |            | 市道青葉1162号西公園通線 | 西公園通 |
|                                            | 市道青葉1231号肴町線＜肴町通り＞           |            | 市道青葉1162号西公園通線 | 西公園通 |
| 市道青葉1168号青葉山線＜大坂＞             | 市道青葉1168号青葉山線＜大町通り＞         | 大町       | 市道青葉1162号西公園通線 | 西公園通 |
| 市道青葉1168号青葉山線＜大坂＞             | 市道青葉1166号青葉通線＜青葉通＞           | 大町       | 市道青葉1162号西公園通線 | 西公園通 |
| 市道青葉1295号区画街路南50号線             |                                            |            | 市道青葉1162号西公園通線 | 西公園通 |
| 市道青葉1163号片平五橋通線＜南町通＞       |                                            |            |                          |          |

## 沿道の施設
- 東北大学病院
- 仙台市交通局
- 宮城県建設産業会館
- 長谷柳絮福祉専門学校
- 本願寺（西本願寺）仙台別院
- ドレメファッション芸術専門学校
- トークネットホール仙台
- 西公園・桜ケ岡公園
- 櫻岡大神宮
- 仙台YMCA
- 仙台市立立町小学校
- 仙台中央警察署大町交番
- 大町西公園駅（仙台市地下鉄東西線）
- バイタルネット本社
- 宮城県医師会館

## かつて存在した施設など
- 大学病院前駅
- 常盤木学園高等女学校
- 陸修偕行社
- 仙台市図書館
- 仙台市天文台
- 桜ヶ岡公園野球場
- 仙台市民プール
- 防空壕跡（西公園展望広場下の崖面、地下鉄東西線のトンネル出口付近）